# 拉兹多利耶市镇
拉兹多利耶市镇（俄语：Раздольинское муниципальное образование）是俄罗斯联邦伊尔库茨克州乌索利耶区所属的一个市镇。其下辖有个居民点，行政中心为拉兹多利耶。据2016年统计，该市镇的人口为1605人。